# Peperomia regelii
Peperomia regelii är en pepparväxtart som beskrevs av C. Dc.. Peperomia regelii ingår i släktet peperomior, och familjen pepparväxter. Inga underarter finns listade i Catalogue of Life.